# Michael White (schrijver)
Michael White (1959-2018) was een Brits schrijver. Hij studeerde aan het King's College London en woonde in Perth in Australië. 
Hij was ook een wetenschaps-editor van het Britse GQ en een columnist voor de Sunday Express in Londen. 
Ook was hij "tijdens een vorige incarnatie" een lid van de band Thompson Twins (1982) en Colour me Pop. 
Tussen 1984 en 1991 was White een wetenschapslector aan het d'Overbroeck's College in Oxford, voor hij fulltime schrijver werd. 
White is de auteur van drieëndertig boeken, waaronder de bestsellers Stephen Hawking: A Life in Science; Leonardo: The First Scientist; Tolkien: A Biography en C.S. Lewis: The Boy Who Chronicled Narnia. Zijn debuut, Equinox, een thriller, bereikte de Top Tien in de bestsellerlijst in het Verenigd Koninkrijk en werd in meer dan dertig landen vertaald.
White, vader van vier kinderen, overleed op 6 februari 2018 op 58-jarige leeftijd in Perth.